# Club Social y Deportivo VK Asociación Civil
El Club Social y Deportivo VK Asociación Civil (también llamado Centro de Futsal Vaporaki o VK), es la primera entidad deportiva abocada  a la enseñanza, promoción y desarrollo del Futsal en el área metropolitana de Buenos Aires. Recibe su nombre por el apellido de dos de sus fundadores, los hermanos Alamiro y Constantino Vaporaki, campeones del Mundo de Futsal FIFA.
Desde 2021 compite en la Segunda División de los campeonatos de Futsal Femenino de AFA y desde 2018 en la Primera Liga LIFA con el femenino y en Liga Argentina Futsal Afista (LAFA) con el masculino.    

## Historia
Comenzó a funcionar a fines de 2017, luego de que los hermanos Vaporaki, tras lograr el campeonato del mundo de futsal FIFA Colombia 2016, decidieran crear un centro de entrenamiento específico de futsal.
Las primeras prácticas surgieron de manera informal en noviembre de 2017 en el Club Social y Deportivo Caballito Juniors con el primer equipo de entrenamiento en futsal femenino.
En 2018 se incorporó el fútbol masculino, en las canchas del Parque Chacabuco y luego en el Polideportivo Manuel Belgrano, que funciona como su sede en la Ciudad Autónoma de Buenos Aires.
En 2018 el equipo masculino se incorporó a la liga LAFA y el femenino a Primera Liga LIFA, dando inicio a la etapa de competencias oficiales.
El 11 de febrero de 2020 se instituyó formalmente, siendo conformada su primera Comisión Directiva por Alamiro y Constantivo Vaporaki, Marcela Tello, María Terres, Claudio Méndez y Pedro Méndez.  
En 2021 el equipo de fúbol femenino se incorporó a la Segunda División de AFA.
Los entrenamientos del club se desarrollan mayoritariamente en el Polideportivo Manuel Belgrano y algunos en el club Estrella de Boedo y cuenta con un total de 12 equipos y más de 150 personas asociadas.